# UPN (rete televisiva)
UPN (sigla di United Paramount Network) è stato un network televisivo statunitense. Trasmessa fin dal 16 gennaio 1995, la rete era di proprietà di Chris-Craft Industries/United Television. Nel 1996 Viacom (attraverso Paramount Television, che ha prodotto la maggior parte dei contenuti della rete), ha trasformato UPN in una joint venture dopo aver acquisito una partecipazione del 50% della rete. Nel 2000, Viacom ha acquistato anche la rimanente partecipazione di Chris-Craft. Nel dicembre 2005, UPN è stata scorporata da CBS Corporation, quando CBS e Viacom si sono divisi in due società distinte. CBS Corporation e Time Warner hanno annunciato congiuntamente nel gennaio 2006 che le loro società avrebbero chiuso UPN e che quell'anno, The WB avrebbe lanciato una nuova rete di joint venture. UPN ha cessato le trasmissioni il 15 settembre 2006 e The WB ha terminato due giorni dopo. I programmi selezionati da entrambe le reti sono stati spostati nella nuova rete, The CW, canale lanciato il 18 settembre 2006.

## Loghi

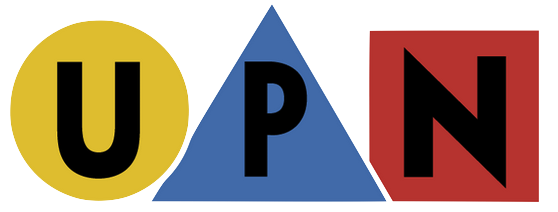
1995-1997
1997-2002
2002-2006